# Premi Feroz al millor cartell
El Premi Feroz al millor cartell és un premi cinematogràfic atorgat anualment des de 2014 per l'Associació d'Informadors Cinematogràfics d'Espanya.

## Guanyadors i nominats
| Edició | Any  | Guanyador                                  | Nominats |
| ------ | ---- | ------------------------------------------ | --- |
| I      | 2014 | Sèrie '10 razones' de 3 bodas de más       | - Cartell 2 de Los amantes pasajeros - Sèrie 'Petons' de Barcelona nit d'estiu - Cartell de Caníbal - Cartell de Stockholm                                                       |
| II     | 2015 | Cartell 1 de Magical Girl                  | - Cartell d' A escondidas - Sèrie #creoencarmina de Carmina y amén - Cartell de La isla mínima - Cartell de Loreak                                                               |
| III    | 2016 | Requisits per ser una persona normal       | - El apóstata - Un día perfecto - Los exiliados románticos - Negociador - La novia                                                                                               |
| IV     | 2017 | El hombre de las mil caras (cartell final) | - Julieta (cartell final) - Kiki, el amor se hace - Un monstre em ve a veure - Tarde para la ira (cartell final)                                                                 |
| V      | 2018 | Handia                                     | - El bar (cartell final) - La llamada (cartell tease) - Pieles (cartell final) - Estiu 1993                                                                                      |
| VI     | 2019 | Quién Te Cantará                           | - Elena Castillo per Las distancias - Bárbara Magdalena per Ana de día - Jordi Rins per La enfermedad del domingo - Gonzalo Rute per El reino                                    |
| VII    | 2020 | Miguel Navia per El crack cero             | - Eduardo García per El hoyo - Laura Renau per La virgen de agosto - Aitor Errazquin y Carlos Hidalgo per O que arde - Jose Ángel Peña per Ventajas de viajar en tren            |
| VIII   | 2021 | Jordi Labanda - Rifkin's Festival          | - Natalia Montes - Akelarre - Pablo Dávila i Espinar Gabriel - El arte de volver - David de las Heras - Los europeos - Alfredo Borés i Berta González - La reina de los lagartos |